# Списък на реките в Сърбия
А — Б — В — Г — Д —
Е — Ж — З — И — Й —
К — Л — М — Н — О —
П — Р — С — Т — У —
Ф — Х — Ц — Ч — Ш —
Щ — Ю — Я

## Б
- Бега
- Белица (26 km), ляв приток на Велика Морава
- Бистрица (14 km), приток на река Власина
- Босут
- Будовар
- Бързава

## В
- Велика Морава (185 km, 37 444 km2), десен приток на Дунав
- Ветерница
- Височица (71* km, в Сърбия – 54.3 km), ляв приток на Темщица (Темска)
- Власина

## Г
- Голийска Моравица
- Гружа

## Д
- Деспотовица
- Детиня
- Драговищица (70* km, в Сърбия - 45.5 km), десен приток на Струма
- Дрина (329 km), десен приток на Сава
- Дунав (2888* km, в Сърбия – 587.35 km)

## Е
- Ерма (74* km, в Сърбия - 49 km), ляв приток на Нишава

## З
- Забърдска река
- Западна Морава (308* km, в Сърбия – ? km)

## И
- Ибър (276 km, 13 059 km2), приток на Западна Морава

## Й
- Йегричка
- Йерез

## К
- Караш
- Кереш
- Колубара (123 km, 3600 km2), приток на Сава
- Косаница (34 km), десен приток на Топлица
- Кривая

## Л
- Лаб
- Лепеница (48 km), приток на Морава
- Лим (220* km, в Сърбия - ? km), десен приток на Дрина
- Лугомир

## М
- Млава (158 km, 1830 km2), ляв приток на Дунав
- Мостонга

## Н
- Надела
- Нера (124* km, в Сърбия - ? km), ляв приток на Дунав
- Нишава (191* km, в Сърбия - 151 km), десен приток на Южна Морава

## П
- Пек (129 km, 1230 km2), десен приток на Дунав
- Плазович
- Поречка река (50 km), приток на Дунав
- Пчиня (128* km, в Сърбия - ? km), ляв приток на Вардар

## Р
- Раля
- Расина (92* km, в Сърбия - ? km), приток на Западна Морава
- Ресава (65 km, 685 km2), приток на Велика Морава
- Рашка (60 km), ляв приток на Ибър

## С
- Сава (745* km, в Сърбия - ? km), десен приток на Дунав
- Свърлижки Тимок (64 km, 720 km2), лява съставяща на Бели Тимок
- Сокобанска Моравица

## Т
- Тамнава
- Тимиш (340* km, в Сърбия - ? km), ляв приток на Дунав
- Тимок (202* km, в Сърбия - 186.5 km), десен приток на Дунав
- Тиса (966* km, в Сърбия - ? km), ляв приток на Дунав
- Топлица (136 km, 10 280 km2), ляв приток на Южна Морава
- Търговишки Тимок

## У
- Уб
- Увац

## Ц
- Църни Тимок (84 km, 1003 km2), ляв приток на Тимок

## Ч
- Чик

## Ю
- Южна Морава (295* km, в Сърбия - ? km), дясна съставяща Велика Морава

## Я
- Ядар
- Ясеница
- Ясеничка река
- Ярчина